# Ивановка (Сорочинский район)
Ивановка — село в Сорочинском городском округе Оренбургской области России.

## География
Село находится в западной части Оренбургской области, в пределах возвышенности Общий Сырт, в степной зоне, на правом берегу реки Боровки, на расстоянии примерно 19 километров (по прямой) к северо-западу от города Сорочинска, административного центра района. Абсолютная высота — 106 метров над уровнем моря.
Часовой пояс
Село Ивановка, как и вся Оренбургская область, находится в часовой зоне МСК+2. Смещение применяемого времени относительно UTC составляет +5:00.

## История
До 1 июня 2015 года входило в состав ныне упразднённого Баклановского сельсовета.

## Население
| 2010 |
| ---- |
| 30   |

Половой состав
По данным Всероссийской переписи населения 2010 года в половой структуре населения мужчины составляли 63,3 %, женщины — соответственно 36,7 %.
Национальный состав
Согласно результатам переписи 2002 года, в национальной структуре населения русские составляли 75 % из 69 чел.